# Historische Ökologie
Die Historische Ökologie ist ein Zweig der Ökologischen Forschung und untersucht die Entwicklung von Ökosystemen oder einzelnen Arten in geschichtlicher Perspektive. Im Unterschied zur Umweltgeschichte hat die Historische Ökologie ihren Schwerpunkt auf den Auswirkungen in natürlichen Systemen.
Meist wird ein Landschaftswandel untersucht, der natürliche und anthropogen beeinflusst ablaufende, zeitliche Veränderung der Landschaft beinhalten kann. Meist erfolgt ein Landschaftswandel nicht sprunghaft, sondern in einer allmählichen Landschaftssukzession. Dies gilt für Naturlandschaften wie auch für Kulturlandschaften.
In der Historischen Ökologie werden teilweise die Artzusammensetzungen eines Ökosystems untersucht. Resultate dieser Forschung kann eine Landschaftsplanung sein, die versucht, durch langfristig gesteuerte Landschaftsentwicklung eine vielfältige und ökologisch leistungsfähige Landschaftsstruktur zu erhalten.